# Cottus klamathensis
Cottus klamathensis és una espècie de peix pertanyent a la família dels còtids.

## Descripció
- Fa 9 cm de llargària màxima (normalment, en fa 6).[2][3][4]

## Hàbitat
És un peix d'aigua dolça, demersal i de clima temperat (43°N-40°N).

## Distribució geogràfica
Es troba a Nord-amèrica: els Estats Units (Oregon i Califòrnia).

## Longevitat
La seua esperança de vida és de 5 anys.

## Observacions
És inofensiu per als humans.